# Kenzō Shirai
Kenzō Shirai (jap. 白井 健三, Shirai Kenzō; * 24. August 1996 in der Präfektur Tokio, Japan) ist ein japanischer Kunstturner.

## Karriere
Bei den Turn-Weltmeisterschaften 2013 in Antwerpen belegte er im Bodenfinale den ersten Platz. Im Sprungfinale erreichte er den vierten Platz.
Bei den Turn-Weltmeisterschaften 2014 in Nanning landete Shirai im Bodenfinale knapp hinter Denis Abljasin auf Platz zwei. Im Sprungfinale belegte er Platz vier.
2015 gewann Shirai mit der japanischen Mannschaft das WM-Mehrkampffinale in Glasgow. Zudem holte er seinen zweiten Weltmeistertitel am Boden.
Bei den Olympischen Spielen in Rio de Janeiro 2016 gewann er gemeinsam mit Ryōhei Katō, Kohei Uchimura, Yūsuke Tanaka und Koji Yamamuro erstmals im Mehrkampffinale die Goldmedaille. Beim Sprung-Finale holte er die Bronzemedaille.
Bei den in Montreal stattfindenden Turn-Weltmeisterschaften 2017 belegte Shirai im Mehrkampffinale den dritten Platz. Im Boden- sowie im Sprungfinale gewann er jeweils die Goldmedaille.

## Turn-Elemente
Seit März 2013 werden zwei Bodenturnelemente und ein Sprungelement offiziell nach Shirai benannt. So bezeichnet man nunmehr alle Salto rückwärts mit vier Längsachsendrehungen als Shirai – Nguyen. Bei den Turn-Weltmeisterschaften 2013 zeigten sowohl Shirai als auch der Vietnamese Tuan Dat Nguyen erstmals dieses Element. Daher teilen sich beide die Namensbezeichnung. Es handelt sich um ein F-Wertteil mit einem Schwierigkeitswert von 0,60.
Als Shirai 2 werden fortan alle Salto vorwärts mit drei Längsachsendrehungen bezeichnet. Shirai ist der erste Turner, der das Element bei einem großen internationalen Wettkampf zeigte (Turn-WM 2013). Es handelt sich ebenfalls um ein F-Wertteil mit einem Schwierigkeitswert von 0,60.
Der Yurchenko gestreckt mit drei Längsachsendrehungen wird nun auch als Shirai – Kim Hee Hoon bezeichnet. Shirai und der Koreaner Hee Hoon Kim zeigten das Sprungelement zum ersten Mal im Rahmen der Turn-WM 2013. Das Element hat einen Schwierigkeitswert von 6,0.